# Pseudopoda waoensis
Espèce
Pseudopoda waoensis est une espèce d'araignées aranéomorphes de la famille des Sparassidae.

## Distribution
Cette espèce est endémique de la province de Nan en Thaïlande,. Elle se rencontre dans les parcs nationaux de Nanthaburi et de Doi Phu Kha.

## Description
Les mâles mesurent de 7,9 à 9,2 mm et les femelles de 8,8 à 9,8 mm.

## Systématique et taxinomie
Cette espèce a été décrite par Zhang, Jäger et Liu en 2023.

## Étymologie
Son nom d'espèce, composé de wao et du suffixe latin -ensis, « qui vit dans, qui habite », lui a été donné en référence au lieu de sa découverte, le Doi Wao.

## Publication originale
- Zhang, Zhu, Zhong, Jäger & Liu, 2023 : « A taxonomic revision of the spider genus Pseudopoda Jäger, 2000 (Araneae: Sparassidae) from East, South and Southeast Asia. » Megataxa, vol. 9, no 1, p. 1-304.